# Anthurium gaudichaudianum
Anthurium gaudichaudianum är en kallaväxtart som beskrevs av Carl Sigismund Kunth. Anthurium gaudichaudianum ingår i släktet Anthurium och familjen kallaväxter. Inga underarter finns listade.